# 山本梓
山本 梓（やまもと あずさ、1981年4月24日 - ）は、日本のタレント、元グラビアモデル。本名、梶原 梓（かじわら あずさ）。千葉県船橋市出身。トミーズアーティストカンパニー所属。夫は青年実業家の梶原吉広。

## 来歴
1997年、第7回『全日本国民的美少女コンテスト』に応募するも予選落ち。『日経エンタテインメント!』1997年10月号の特集「オーディション最前線」には、氏名入りで母親と一緒に写った写真が掲載されている。
高校時代から雑誌『東京ストリートニュース』の読者モデルとなり、その後『Cawaii!』の読者モデルを務めた事をきっかけに芸能界に入る。
2002年、三愛水着イメージガールに選ばれる。同年スーパー戦隊シリーズ『忍風戦隊ハリケンジャー』にフラビージョ役でレギュラー出演。『ひらめ筋GOLD』で作られたチーム「SAMURAIヒーローズ」にも所属した。
2008年4月24日（彼女自身の誕生日）に、オフィシャルブログ『Warm heart Cool earth like the moon, the flowers and the sun.』を開設。
2014年1月28日、ソーシャルゲーム会社gloops創業者で、シンガポールに在住 の実業家の梶原吉広と結婚。山本はこの時まだ妊娠しておらず、ブログで「明るい家庭つくりたい」と発表。また、結婚に伴い、同年2月発売の写真集『AZU FINAL』を最後にグラビア活動から卒業した。11月5日、12月に第1子を出産予定であることを発表した。12月20日、出産をブログで報告した。
現在は夫の梶原とともにシンガポールに在住し、芸能活動は無期限休止となっている。

## 人物
- 一人称は「あず」。愛称は「あずあず」など。
- 船橋市立習志野台中学校、専修大学松戸高等学校を卒業。
- 趣味はクラシックバレエ。バレエ歴18年、ピアノ歴16年（2005年7月6日現在）。
- 特技は英語スピーチ。英語スピーチで千葉県内コンテストで優勝の経験がある。
- 2002年大晦日、プライベートで観戦に行った『INOKI BOM-BA-YE 2002』でアントニオ猪木と脛相撲対戦する企画に参加し勝利した。その模様がテレビの生中継で流れてしまい、事務所に無断であったため、後に大目玉を喰らったとのこと。
- 兄が1人いる。離れて暮らす家族とはかなり頻繁にメールのやりとりをする。
- ハリケンジャーで共演した長澤奈央とは非常に仲が良い。
- 視力が悪いのでめがねやコンタクトレンズを使用している。（自身のブログより）
- 明石家さんまとは遠い血縁関係にあたる[7]。
- 原作：西村ミツル、漫画：大崎充の漫画『グ・ラ・メ! -大宰相の料理人-』に本人役として多数描かれている

### 嗜好
- 父がプロ野球・阪神タイガースのファンで「結婚相手は、阪神ファンしか認めない」と言うほど[8]。2007年3月5日にオープン戦の対・東北楽天ゴールデンイーグルス戦（倉敷）で熊田曜子と共に始球式を務めた。
- 愛犬家。日本に十数頭くらいしかいない、極めて珍しい種類のポヂュギース・ウォーター・ドッグという犬の「プードリー」（2009年時点で4歳、あだ名はプーちゃん）を飼っている[9]。
- しばしば「ドS」である事を自白している[10]。
- 桃太郎電鉄大会の『桃-1グランプリ』（BS朝日、2008年12月25日）で総合優勝（2009年も優勝）。

### 「フラビージョ」
2002年、スーパー戦隊シリーズ第26作『忍風戦隊ハリケンジャー』にフラビージョ役で出演。元々は戦隊側のオーディションを受けていて、最終選考の際に『動きやすい服装』と言う連絡が本人に届いておらず、他の参加者が、スニーカーにジーンズと言う姿の中で、山本だけはスカートにブーツと言う姿だった。それが印象に残り、フラビージョ役に起用された。TVシリーズ放映終了後も『爆竜戦隊アバレンジャーVSハリケンジャー』、『特捜戦隊デカレンジャー THE MOVIE フルブラスト・アクション』、『轟轟戦隊ボウケンジャーVSスーパー戦隊』といったスーパー戦隊シリーズの作品にフラビージョ役で、ゲスト出演を果たしている。2013年、Vシネマ『忍風戦隊ハリケンジャー 10 YEARS AFTER』で6年ぶりにフラビージョを演じる。

## 出演

### テレビドラマ
- Shin-D（2001年、日本テレビ）
- ワニのこだわり アイドル刑事S（2001年、TBS）
- 新・星の金貨 第1話（2001年、日本テレビ）
- ビューティ7 第7話（2001年、日本テレビ）
- 忍風戦隊ハリケンジャー（2002年 - 2003年、テレビ朝日） - フラビージョ 役
- Stand Up!! 第2話（2003年、TBS） - 山川薫 役
- 夢で逢いましょう 第2話（2005年、TBS）
- 功名が辻（2006年、NHK大河ドラマ） - ふく役
- ボクが彼女をすきになった理由（2011年11月6日 - 12月25日、関西テレビ）
- ワタシが彼をすきになった理由（2011年11月7日 - 12月26日、関西テレビ）

### 映画
- 忍風戦隊ハリケンジャー シュシュッと THE MOVIE（2002年、東映） - フラビージョ 役
- 特捜戦隊デカレンジャー THE MOVIE フルブラスト・アクション（2004年、東映） - フラビージョ 役

### オリジナルビデオ
- 忍風戦隊ハリケンジャーVSガオレンジャー（2003年、東映） - フラビージョ 役
- 爆竜戦隊アバレンジャーVSハリケンジャー（2004年、東映） - フラビージョ 役
- 轟轟戦隊ボウケンジャーVSスーパー戦隊（2007年、東映） - フラビージョ 役
- 忍風戦隊ハリケンジャー 10 YEARS AFTER（2013年、東映） - フラビージョ 役

### テレビアニメ
- 和・和・和 ワッピちゃん（2006年、WOWOW） - ワッピちゃん 役
- 名探偵コナン #488「テレビ局の悪魔」（2007年10月22日、 よみうりテレビ） - 本人 役

### Webアニメ
- いくぜっ! 源さん（2008年、GyaO） - 桐島カンナ 役

### バラエティ
- それ行け!なんでも宣太郎（テレビ東京）
- キャイ〜ン式（スタイル）（TBS） -「ヒデキ（ウド鈴木）の妹オーディション」の「いもこん。」（2001年）
- アドレな!ガレッジ（2004年10月8日 - 2005年3月25日、テレビ朝日） - レギュラー出演
- 内村プロデュース（テレビ朝日） - 準レギュラー
- シブスタ S.B.S.T（2004年4月1日 - 2005年3月31日、テレビ東京） - レギュラー出演
- アンニョンハシムニカ・ハングル講座（2004年4月6日 - 2005年4月3日，NHK教育） - レギュラー出演
- 名作平積み大作戦（2005年、NHK-BS2）
- 69★TRIBE ロック族（2005年6月28日 - 8月2日、フジテレビ） - 準レギュラー
- 世界おもしろ法律旅行（2007年5月6日、NHK総合）
- BSデジタル映画祭2006「極楽とんぼ加藤&ココリコ田中のシネマ天国」（2006年7月、NHK-BS2）
- ABUロボコン2007 国内代表選考会「熱闘!よみがえる竜伝説 ロボコン世界大会代表決定戦」（2007年7月16日、NHK総合）
- 双方向クイズ にっぽん力（2007年12月8日、2009年4月25日、NHK-BS2）
- パパイヤ鈴木のバカな方の鈴木（テレビ東京） - レギュラー
- やるヌキッ祭り（テレビ東京） - 準レギュラー
- それ行け!なんでも宣太郎（テレビ東京）
- 真夜中の王国（NHK衛星第2） - レポーター
- 月光音楽団（TBS）レギュラー （ - 2009年9月）
- アースフロンティア 未来を救う地球教室!（TBS、2008年4月21日） - リポーター
- クイズでGo! ローカル線の旅（NHK、2008年8月4日）
- テレ遊びパフォー!（2008年10月29日、NHK総合）
- さんぷんまる（2008年11月13日、NHK総合）
- 浜ちゃんが!（読売テレビ、2008年11月17日）
- 天才てれびくんMAX（NHK教育、2008年11月 - 2009年3月）
- もっと! 遊ぼーと!!（文化放送、2011年4月 - ）
- めざせ!会社の星（NHK教育、2011年11月7、14日）
- ヴィーナスの秘密（テレビ東京、2012年2月10日）
- QUEEN'S PAD（BS11、2012年2月13日）
- キラキラきれい 私のレシピ（BS朝日、2013年2月23日）

### コント
- 志村けんだよ大集合!!コントとトーク大放出スペシャル!!（TBS、2009年1月27日） - 牛乳CMのアシスタント
- 志村けんのだいじょうぶだぁ（フジテレビ、2009年6月2日） - ステーキハウスで消火器を噴射される客

### その他テレビ
- ハングル講座（NHK教育テレビ、2004年4月‐9月） - アシスタント（生徒）

### 携帯サイト
- アイドルがイッパイ（アイパイ）

### CM
- ホーユー「ビューティーン」（2001年）
- スズキ「ワゴンR SOLIO1.3 -イッテンさん参上篇-」（2001年）
- NTTDoCoMo東海「iアプリ」（2002年）
- 後楽園ゆうえんち「ルナパーク」（2001年）
- スーパーオートバックス「TOKYO BAY LOVE」（2001年）
- サーティワン「サーティワンアイスクリーム」（2001年）
- 土崎文化センター「ベヌーゴ」篇、「シェンロン」篇
- 常口アトム「jogjog.com」（北海道・青森県限定）
- 大塚製薬「カロリーメイト」
- オーエムシーカード→セディナ「フォーライフ」（キャッシング専用カード。広告のみ）
- パチンコ店・土崎BC（秋田限定、内山信二と共演）
- ローソン
- スパワールド（2006年）関西地区のみ
- ショップジャパン+ワーナーミュージック・ジャパン「J-POP STATION」
- マツダ「デミオ」（2007年10月 - ）
- 日本特殊陶業「NGKスパークプラグ」（2008年3月 - ）広告およびラジオCMのみ
- ハドソン
  - 「桃太郎電鉄2010 戦国・維新のヒーロー大集合!の巻」（2009年）
  - 「桃太郎電鉄タッグマッチ 友情・努力・勝利の巻!」（2010年）
  - 「桃太郎電鉄WORLD」（2010年） - 渡部陽一（戦場カメラマン）と共演
- ボートピア名古屋（2011年）
- アクサダイレクト ペット保険（2014年）

## リリース作品

### 写真集
- あずみるく - 山本梓写真集（2002年 ぶんか社 ISBN 4-8211-2480-7）
- RealBlue （2002年 メディア・クライス ISBN 978-4-89461-505-2）
- あずきゅん- 山本梓写真集（2003年 ワニブックス ISBN 4-8470-2764-7）
- あず印- 山本梓写真集（2004年 ワニブックス ISBN 4-8470-2839-2）IS
- 山本梓写真集「あずピース」（2005年 小学館 ISBN 4-09-372104-1）
- 山本梓写真集「あずING」（2006年 ワニブックス ISBN 4-8470-2960-7）
- 山本梓写真集「あずHawaii」（2007年 ワニブックス ISBN 4-8470-4046-5）
- 山本梓写真集「あずだらけ」（2008年 ゴマブックス ISBN 4-7771-0960-7）
- 山本梓写真集「あずさいじょー」（2009年12月 ワニブックス ISBN 4-8470-4228-X）
- As One（2011年4月、講談社 ISBN 978-4063648638）
- AzUSA（2013年2月、ワニブックス、ISBN 978-4-847045318）
- AZU FINAL（2014年2月、ワニブックス、ISBN 978-4-8470-4614-8）

### DVD、VHS

#### イメージビデオ
1. Real Blue（2002年11月 ヴェガファクトリー）
2. AZ-Pink（2003年8月 ヴェガファクトリー）
3. あず らいく…。（2003年12月 ラインコミュニケーションズ）［DVD : LCDV-20072 / VIDEO : LCVR-10072］
4. あず日和（2004年6月 ラインコミュニケーションズ）
5. アズベリー（2004年10月 フォーサイド・ドット・コム）
6. あずあずトラベリング（2005年1月 フォーサイド・ドット・コム）
7. Special DVD-BOX（2005年3月 ビデオメーカー）
8. あずmode（2005年05月 GPミュージアムソフト）
9. あず物語（2005年9月 フォーサイド・ドット・コム）
10. NON STOP あずあず（2006年1月 ワニブックス）
11. あずイズム（2006年4月 フォーサイド・ドット・コム）
12. あずパンチ（2007年1月 フォーサイド・ドット・コム）
13. あずマリン（2007年8月 フォーサイド・ドット・コム）
14. あずランド（2008年10月 フォーサイド・ドット・コム）
15. あずPARK（2009年8月、イーネット・フロンティア）
16. あずスマイル（2010年3月、ワニブックス）[12]
17. あず〜ボルネオ滞在記（2010年8月、リバプール）コンビニ限定DVD
18. あず29 〜As TwentyNine〜（2011年1月、イーネットフロンティア）
19. 山本梓 あず夏（2011年8月26日、竹書房）
20. あずちゃんぷる〜（2012年5月20日、ラインコミュニケーションズ）
21. あず散歩（2013年9月20日、イーネット・フロンティア）

#### その他
VHS
- 忍風戦隊ハリケンジャーVSガオレンジャー（2003年、東映）フラビージョ 役
- 爆竜戦隊アバレンジャーVSハリケンジャー（2004年、東映）フラビージョ 役

DVD
- 忍風戦隊ハリケンジャーVSガオレンジャー（2003年、東映）
- 爆竜戦隊アバレンジャーVSハリケンジャー（2004年、東映）
- 轟轟戦隊ボウケンジャーVSスーパー戦隊（2007年、東映）フラビージョ 役
- 忍風戦隊ハリケンジャー 10 YEARS AFTER（2013年、東映）フラビージョ 役

ゲーム
- 忍風戦隊ハリケンジャー（2002年、バンダイ）フラビージョ 役
- 桃太郎電鉄2010 戦国・維新のヒーロー大集合!の巻（2009年、ハドソン）オープニングムービーに登場

### シングル
1. あず☆トラ〜うる星やつら ラムのラブソング（GIRLS' RECORD、2007年）

### オムニバスアルバム
1. キラキラ♡魔女っ娘♡cluv（P-Vine、2010年2月）
  - DANZEN! ふたりはプリキュア（ふたりはプリキュア OP） 山本梓× Lightaman Jr.

## 書籍

### 雑誌連載
- 東京ストリートニュース
- Cawaii!
- PCfan（2007年2月15日号）
- ファミ通（2010年6月24日号）インタビュー掲載